# Cadre-47/2-Europameisterschaft 1952

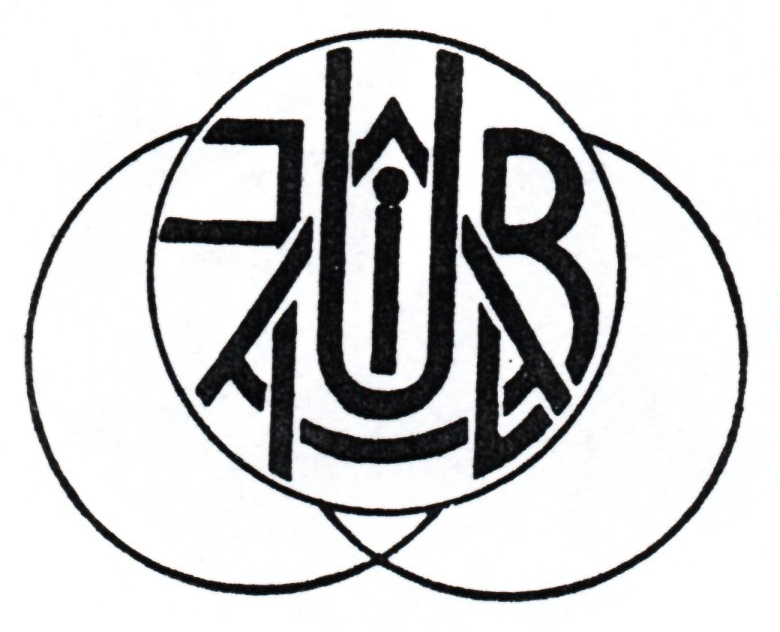
Logo UIFAB (ausrichtender Verband)

Veranstaltungsort: Brüssel

Die Cadre-47/2-Europameisterschaft 1952 war das 16. Turnier in dieser Disziplin des Karambolagebillards und fand vom 17. bis zum 20. Januar 1952 in der belgischen Hauptstadt Brüssel statt. Es war die zweite Cadre-47/2-Europameisterschaft in Belgien.

## Geschichte
Sieben Jahre nach dem Zweiten Weltkrieg waren auch Deutsche Spieler wieder bei Europameisterschaften spielberechtigt. Der Frankfurter Walter Lütgehetmann holte auch gleich eine Medaille ab. Den Sieg machten der Belgier Clement van Hassel und der niederländische Titelverteidiger Piet van de Pol unter sich aus. In der letzten und damit entscheidenden Partie, die van de Pol gewinnen musste, gewann van Hassel mit 400: 208. Van de Pol spielte gegen Lütgehetmann in seiner Partie, die er mit 400:2 in zwei Aufnahmen gewann, mit 200,00 einen neuen Europarekord im besten Einzeldurchschnitt (BED). Beim Platz drei von Lütgehetmann half auch der zweite Deutsche, August Tiedtke, kräftig mit. Im Spiel gegen den bis dahin groß aufspielenden neuen jungen belgischen Talent  Emile Wafflard gelang Tiedtke nach zähem Ringen ein Sieg. Dadurch hatte bei Matchpunktgleichheit Lütgehetmann den besseren Generaldurchschnitt (GD).

## Turniermodus
Hier wurde im Round Robin System bis 400 Punkte gespielt. Es wurde mit Nachstoß gespielt. Damit waren Unentschieden möglich.
Bei MP-Gleichstand (außer bei Punktgleichstand beim Sieger) wird in folgender Reihenfolge gewertet:
1. MP = Matchpunkte
2. GD = Generaldurchschnitt
3. HS = Höchstserie

## Abschlusstabelle
| MP    | Match Points (Sieger = 2; Unentschieden = 1; Verlierer = 0) |
| Pkte. | Erzielte Karambolagen                                       |
| Aufn. | Benötigte Versuche                                          |
| GD    | Generaldurchschnitt                                         |
| BED   | Bester Einzeldurchschnitt eines Spielers                    |
| HS    | Höchstserie                                                 |
|       | Bester GD des Turniers                                      |
|       | Bester ED des Turniers                                      |
|       | Beste HS des Turniers                                       |
|       | 1. Platz (Gold)                                             |
|       | 2. Platz (Silber)                                           |
|       | 3. Platz (Bronze)                                           |

| Platz                      | Name                | MP   | Pkte. | Aufn. | GD    | BED    | HS  |
| -------------------------- | ------------------- | ---- | ----- | ----- | ----- | ------ | --- |
| 1                          | Clément van Hassel  | 14:0 | 2800  | 134   | 20,89 | 57,14  | 155 |
| 2                          | Piet van de Pol     | 11:3 | 2608  | 83    | 31,42 | 200,00 | 256 |
| 3                          | Walter Lütgehetmann | 8:6  | 2024  | 77    | 26,28 | 44,44  | 130 |
| 4                          | Emile Wafflard      | 8:6  | 2376  | 99    | 24,00 | 50,00  | 267 |
| 5                          | Louis Chassereau    | 6:8  | 2160  | 131   | 16,48 | 28,57  | 118 |
| 6                          | August Tiedtke      | 5:9  | 2153  | 151   | 14,25 | 26,66  | 108 |
| 7                          | Bert Teegelaar      | 2:12 | 1431  | 88    | 16,26 | 22,22  | 153 |
| 8                          | Alfredo Alhinho     | 2:12 | 1610  | 121   | 13,30 | 25,00  | 120 |
| Turnierdurchschnitt: 19,41 |                     |      |       |       |       |        |     |